# Емили Варен Роблинг
Емили Варен Роблинг (енгл. Emily Warren Roebling; Коулд Спринг, 23. септембар 1843 – 28. фебруар 1903) била је инжењерка позната по свом доприносу у периоду од више од 10 година довршењу Бруклинског моста након што је њен супруг Вашингтон Роблинг развио кесонску болест (тзв. декомпресијску болест) и постао везан за кревет. Служила је као веза и надзорник изградње кроз комуникацију између њеног мужа и особља на градилишту. Њен муж је био главни инжењер током изградње Бруклинског моста, који је пројектовао његов покојни отац Џон А. Роблинг.

## Младост
Емили је рођена 23. септембра 1843. у породици Силвануса и Фиби Ворен у Колд Спрингу у Њујорку. Она је била друго најмлађе од дванаесторо деце. Емилино интересовање за образовањем подржао је њен старији брат генерал-мајор К. Ворен. Њих двоје су увек имали блиске односе. Она је похађала је школу на Џорџтаун визитационој академији у Вашингтону, сада познатој као Џорџтаун визитациона препаративна школа.
Године 1864, током Америчког грађанског рата, Емили је посетила свог брата гувернера у његовом штабу; Ворен је командовао Петим армијским корпусом. На војном балу коме је присуствовала током посете, упознала се са Вашингтоном Роблингом, сином дизајнера Бруклинског моста Џона А. Роблинга. Тај младић је такође био грађевински инжењер и служио је у штабу њеног брата гувернера Ворена.
Дана 18. јануара 1865, Емили и Вашингтон су се венчали у Колд Спрингу, на церемонији двоструког венчања са још једним од њене браће и сестара.
Док је Џон Роблинг почињао своје прелиминарне радове на Бруклинском мосту, младенци су отишли у Европу да проуче употребу кесона за изградњу моста. У новембру 1867. Емили је родила у Немачкој њихово једино дете, Џона А. Роблинга II.

## Бруклински мост
По њиховом повратку са европских студија, Вашингтонов отац је умро 1869. од тетануса, после несреће на месту моста. Вашингтон Роблинг је унапређен за главног инжењера изградње Бруклинског моста. Док се удубљивао у пројекат, Вашингтон је развио декомпресијску болест, која је у то време била позната као „кесонска болест“, тако што је одлазио у подводне дубине да би проучавао постављање кесона и неје издизао одговарајућом брзином. То га је толико погодило да је постао везан за кревет.
Као једина особа која је посећивала свог мужа током његове болести, Емили Роблинг је преносила информације од Вашингтона његовим помоћницима и извештавала га о напретку радова на мосту. Она је развила опсежно знање о чврстоћи материјала, анализи напона, конструкцији каблова и израчунавању кривих ланчаних мрежа уз Вашингтоново подучавање. Своје знање је употпунила својим претходним интересовањем и проучавањем конструкције моста када је њен супруг постављен за главног инжењера.
Деценију након што је Вашингтон био прикован за свој болеснички кревет, Роблингова је била посвећена завршетку Бруклинског моста. Она је преузела већи део дужности главног инжењера, укључујући свакодневни надзор и управљање пројектима. Емили и њен супруг су заједно планирали наставак изградње моста. Она се бавила политичарима, конкурентским инжењерима и свима онима који су били повезани са радом на мосту, до тачке у којој су људи веровали да она стоји иза дизајна моста.
Године 1882, Вашингтонова титула главног инжењера била је угрожена због његове дуготрајне болести. Да би му омогућила да задржи своју позицију, Емили је лобирала за њега на састанцима са инжењерима и политичарима у одбрани рада свог мужа. На олакшање Роблингових, политичари су позитивно одговорили и дозволили Вашингтону да остане главни инжењер Бруклинског моста.
Бруклински мост је завршен 1883. Уочи званичног отварања, носећи петла у знак победе, Емили Роблинг је прва прешла мост кочијом. На церемонији отварања, Емили је у говору одао почаст Абрам Стивенс Хјуит, који је рекао да је мост био
...вечни споменик пожртвованој оданости жена и њиховој способности за високо образовање из којег је предуго биле искључене.

## Каснији живот
По завршетку свог рада на Бруклинском мосту, Роблингова се усредсредила на подршку неколико женских покрета, укључујући Комитет за статистику Њу Џерсија, Одбор дама менаџера за Светску колумбијску изложбу у Чикагу, Комитет Сорозиса; Ћерке Америчке револуције, Меморијално удружење Џорџа Вашингтона, које су обе радиле на историјским питањима за САД; и Евелин колеџ. Ово је уследило након што се породица Роблинг преселила у Трентон, Њу Џерси, главни град државе и центар активности.
Роблингова је такође учествовала у друштвеним организацијама као што је Потпорно друштво током Шпанско-америчког рата. Много је путовала — 1896. године је представљена краљици Викторији Уједињеног Краљевства и била је у Санкт Петербургу, Руско царство, на крунисању цара Николаја II. Такође је наставила школовање и добила правни сертификат са Универзитета у Њујорку.
Роблингова је позната по свом утицајном есеју „Супригини инвалидитети“ (1899), објављеном у часопису Олбани правни журнал, који је освојио велике похвале и награде. У том делу се залагала за већа права жена и критиковала дискриминаторне праксе усмерене на жене. Она је есеј потписала иницијалима свог мужа, В.А.Р.
Све до своје смрти 28. фебруара 1903. од рака стомака, Роблингова је преостало време проводила са својом породицом и остала друштвено и ментално активна.

## Почасти
Данас је Бруклински мост обележен плочом посвећеном сећању на Емили Ворен Роблинг, њеног мужа Вашингтона Роблинга и њеног свекра Џона А. Роблинга.
Године 2018, Њујорк тајмс је објавио закаснели некролог за Роблингову, део серије читуља за жене и мањине чија су достигнућа била занемарена у време њихове смрти.
Улога Роблингове у успешном завршетку Бруклинског моста, и њен статус жене у Сједињеним Државама током касног деветнаестог века, истакнути су у другој сезони HBO историјских драма периода Позлаћеног доба. Емилин лик, који тумачи Лиз Висан, признат је за њен допринос на свечаностима отварања моста.

## Радови
- "Notes on the Warren Family", in The Journal of the Reverend Silas Constant.  Philadelphia: Lippincott, 1903; Appendix, Page 466